# Melinda Bam
Melinda Bam (sinh ngày 14 tháng 5 năm 1989) là một đạo diễn, người mẫu Nam Phi và nữ hoàng sắc đẹp Nam Phi. Cô được trao vương miện Hoa hậu Nam Phi 2011, trở thành đại diện chính thức của đất nước này tham gia cuộc thi Hoa hậu Hoàn vũ 2012. Cô có một dòng trang phục bơi mang tên Bambshell, thương hiệu mà cô hợp tác với thương hiệu quần áo bơi Nam Phi Dax Martin.

## Đầu đời
Melinda Bam (tên khai sinh Melinda de Kok) lớn lên ở Pretoria. Cô sinh năm 1989 và có một chị gái tên là Melissa. Cô là một người mẫu và là sinh viên B.Com Marketing của trường Đại học Pretoria. Cô bước vào cuộc thi Hoa hậu Nam Phi vào năm 2011 và chiến thắng cuộc thi này ngay lần đầu tiên tham dự.

## Hoa hậu Nam Phi 2011
Cô được trao vương miện Hoa hậu Nam Phi 2011 tại một sự kiện được tổ chức tại Sun City Super Bowl vào ngày 11 tháng 12 năm 2011.

## Hoa hậu Hoàn vũ 2012
Melinda Bam là đại diện cho Nam Phi thi đấu vào tháng 12 tại cuộc thi Hoa hậu Hoàn vũ 2012, được tổ chức tại Las Vegas. Cô được chuyên trang sắc đẹp Global Beauties đánh giá là ứng cử viên sáng giá nhất cho chiếc vương miện cao quý. Tuy nhiên trong đêm chung kết, cô để lại nhiều tiếc nuối cho khán giả khi dừng chân ở Top 10.
Cô không tham gia cuộc thi Hoa hậu Thế giới 2012 bởi vì nếu một thí sinh đạt đến vị trí top ba trong cuộc thi, cô không được phép thi tại cuộc thi Hoa hậu Hoàn vũ. Á hậu 1 Remona Moodley là đại diện cho Nam Phi tại cuộc thi Hoa hậu Thế giới 2012.